# Vickers Vanguard
Vickers Vanguard – brytyjski samolot pasażerski skonstruowany w drugiej połowie lat 50. XX wieku przez firmę Vickers-Armstrongs Limited.

## Historia
Po sukcesie samolotu Vickers Viscount wytwórnia postanowiła zbudować samolot bardziej ekonomiczny, o większej liczbie miejsc dla pasażerów i przestrzeni dla ładunku – takie sugestie padały ze strony użytkownika samolotu Viscount, linii lotniczych British European Airways (BEA). Aby spełnić te oczekiwania, zaprojektowano samolot, którego kadłub miał przekrój odwróconej ósemki. Dzięki takiemu rozwiązaniu, na górnym pokładzie można było pomieścić do 139 foteli, a na dolnym dużą ilość bagażu i ładunku. Pierwszy lot prototypu odbył się 20 stycznia 1959 roku, a pierwszym użytkownikiem nowego samolotu została linia lotnicza British European Airways.

## Konstrukcja
Vickers Vanguard był czterosilnikowym, wolnonośnym średniopłatem o konstrukcji metalowej z ciśnieniową kabiną. Maszyna posiadała chowane podwozie z przednim podparciem.

## Wersje samolotu
- Type 950 – jeden prototyp oraz dwa samoloty przeznaczone do prób statycznych.
- Type 951 – z silnikami Rolls-Royce Tyne RTy.1 Mk 506 o mocy 3362 kW każdy. Wyprodukowano 6 samolotów i wszystkie przeznaczono dla BEA
- Type 952 – z silnikami Rolls-Royce Tyne RTy.11 Mk 512 o mocy 3765 kW każdy. Pierwszy lot tej wersji samolotu odbył się 21 maja 1960 roku, wyprodukowano 23 samoloty i wszystkie przeznaczono dla linii Trans Canada.
- Type 953 – wersja Type 951 ale ze wzmocnioną konstrukcją płatowca w celu przewożenia większej ilości ładunków, wyprodukowano 14 samolotów z przeznaczeniem dla linii BEA.
- Type 953C Merchantman – w latach 60. firma Aviation Traders dokonała modyfikacji wersji Type 953 w celu przerobienia samolotu na wersję towarową. Zainstalowano otwierane hydraulicznie duże drzwi ładunkowe w burcie przedniej części kadłuba oraz wzmocniono podłogę. Pierwszy tak zmodyfikowany samolot wystartował 10 października 1969 roku.

## Użytkownicy

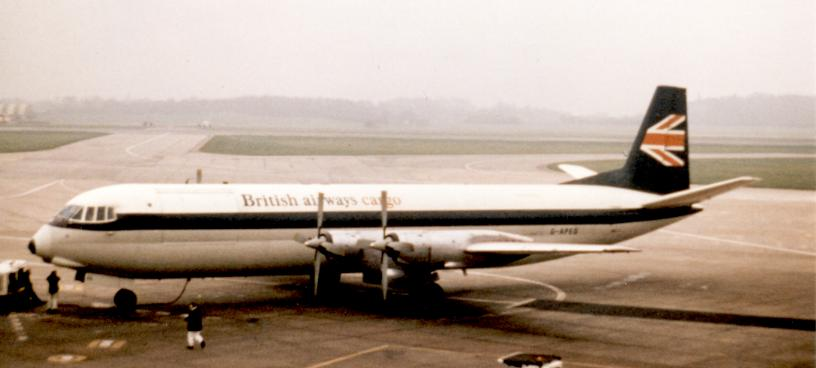
Type 953C Merchantman

- Air Canada
- Trans Canada Airlines
- European Aero Service
- Inter Cargo Service
- Air Viking
- Thor Cargo
- Angkasa Civil Air Transport
- Merpati Nusantara Airlines
- Lebanese Air Transport
- Air Trader
- Air Bridge Carriers
- Air Trader
- British Airways
- British European Airways
- Hunting Cargo Airlines
- Invicta Air Transport
- Elan Air Cargo
- DHL